# VirtueMart
VirtueMart ist eine Onlineshop-Software. Es ist freie Software und steht unter der GNU General Public License. Es läuft als Komponente im Content-Management-System (CMS) Joomla, ist in PHP geschrieben und verwendet MySQL als Datenbank. Entwickelt und gepflegt wird VirtueMart von der iStraxx UG und wird auf über 150.000 Webpräsenzen eingesetzt.

## Entwicklung
Das Shop-System wurde ab April 2004 zunächst als Projekt unter dem Namen mambo-phpShop von Sören Eberhardt-Biermann entwickelt. Im August 2005 wurde es im Zuge der Abspaltung des Mambo-Entwicklerteams und der Gründung von Joomla in VirtueMart umbenannt. VirtueMart liegt seit November 2014 als Version 3.0.0 vor.
Im November 2009 wurde die Entwicklung von VirtueMart einem neuen Entwicklerteam um Max Milbers, versammelt unter dem Dach der iStraxx UG, übertragen, welches seitdem das Refactoring der Shop-Lösung übernommen hat.

## Verbreitung
Die Verbreitung lässt sich typischerweise bei einer Open-Source-Software nur erschwert messen, denn im Gegensatz zu kommerziellen Systemen fehlt der Lizenzkauf als simple Kennzahl. Jedoch führen Online-Statistiken die Nutzung von VirtueMart in über 150.000 Webpräsenzen weltweit und über alle Versionen hinweg auf. Die Downloadstatistiken zeigen für jede stabile Versionsnummer im Durchschnitt 60.000 Downloads an, wobei Upgrade-Downloads mit einfließen. Die Projektwebseite bietet die Möglichkeit, zum einfachen Erhalt eines SEO relevanten Backlinks, eine Eintragung des eigenen Online-Shops vorzunehmen. Aktuell wird dieser Offerte von mehr als 1500 Shops genutzt.

## Funktionen und Fähigkeiten
VirtueMart profitiert von den weitreichenden Funktionalitäten von Joomla. So werden z. B. Benutzerverwaltung, E-Mail-System und die Oberflächengestaltung direkt aus dem Joomla-Basissystem übernommen.

### Module
Die nachgerüsteten Funktionalitäten werden zum einen in einer eigenen Administrationsoberfläche innerhalb der Joomla-Administration gekapselt, zum anderen innerhalb eigener Module, die einzeln steuerbar und auf der Shop-Oberfläche anordenbar sind. Zu den erwähnten Modulen gehören unter anderem:
- der Warenkorb
- die Shop-spezifische Suche
- Aktionsprodukte

### Administrationsdialoge
Über die Administrationsoberfläche sind u. a. folgende Funktionalitäten erreichbar:
- Steuersätze
- Versandarten und Kosten
- Zahlungsarten (z. B. PayPal und Kreditkarten)
- Rabatte und Gutscheine
- Käufergruppen

Des Weiteren bietet VirtueMart warenwirtschaftsähnliche Möglichkeiten der Bestellungs- und Lagerverwaltung, inklusive automatisierbarer Status-Kommunikation in beiden Kategorien.

## Fortgeschrittene Möglichkeiten
- VirtueMart kann Produktkataloge spezifisch nach Kundengruppen und einzelnen Benutzern vorhalten. Das Layout kann mit eben solcher Granularität automatisch angepasst werden. Ebenso können Rabatte und Aktionsprodukte kundenspezifisch gewährt bzw. präsentiert werden.
- Über Kundenkategorien lässt sich ein B2C- und ein B2B-Shop parallel in derselben Installation und derselben Domain realisieren.
- VirtueMart verfügt nebst klassischen Online-Zahlmethoden, wie PayPal und Kreditkarte, auch über die Zahlungsoption der Rechnung. Seit VirtueMart 2.0.24A wird dafür Klarna nativ in VirtueMart unterstützt.[4]
- VirtueMart kann mehrere Händler innerhalb einer Installation verwalten, allerdings ist die entsprechende Option als experimentell gekennzeichnet. Mit dieser Option lassen sich u. a. Shop-In-Shop-Szenarien realisieren, wie sie z. B. von Amazon Marketplace oder eBay-Shops bekannt sind.

## Erweiterungen
VirtueMart kann mit Erweiterungen versehen werden. Dazu zählen auch VirtueMart-spezifische Templates für die Shop-Oberfläche. Ein entsprechender Market-Place ist auf der Projekt-Webseite verfügbar. Third-Party-Erweiterungen existieren darüber hinaus auf verschiedenen Webpräsenzen. Im Gegensatz zu VirtueMart selbst sind Erweiterungen für VirtueMart nicht zwangsläufig kostenlos. Weiterhin ist die Nutzung von Joomla-Erweiterungen und Joomla-Templates möglich.

## Voraussetzungen und Kompatibilität
VirtueMart benötigt ein fertig eingerichtetes System bestehend aus:
- PHP5 – Minimum: PHP 5.3.x – empfohlen PHP 7.1.x oder höher
- Einer MySQL-Datenbank – empfohlen: MySQL 5.5.x oder höher
- Einem Apache Webserver – empfohlen: Apache 2.2.x oder höher
- Einer Joomla!-3.x-Installation

Des Weiteren werden die PHP-Bibliotheken MySQL, XML und Zlib benötigt. Die Unterstützung für https (openSSL) und cURL wird empfohlen.
Die langzeitunterstützte Joomla-Versionsreihe 3.x ist für die aktuelle VirtueMart-3.x-Reihe eine zwingende Forderung. VirtueMart-3.x wird regelmäßig an neue Versionen der Joomla-3.x-Reihe angepasst. Die Anpassung an Joomla 4 wird voraussichtlich erfolgen, wenn die Joomla 4 Entwicklung das Freigabekandidaten-Stadium erreicht.